# Nelli Wladimirowna Kim
Nelli Wladimirowna Kim (russisch Нелли Владимировна Ким; * 29. Juli 1957 in Schurab, Tadschikische SSR) ist eine ehemalige sowjetische Kunstturnerin und fünffache Olympiasiegerin.

## Leben und Karriere
Kim ist Tochter des Koreaners (Korjo-Saram) Wladimir Kim und der Tatarin Alfija Safina. Bei den Olympischen Sommerspielen 1976 in Montreal nahm sie an sechs Wettbewerben teil und gewann vier Medaillen. Sie gewann die Einzelwettbewerbe im Pferdsprung und am Boden, dazu die Silbermedaille im Einzelmehrkampf. Mit der sowjetischen Mannschaft gewann sie zudem den Mannschaftsmehrkampf. Als erste Turnerin in der olympischen Geschichte erhielt sie eine Bewertung von 10,0 im Pferdsprung und am Boden.
Vier Jahre später bei den Olympischen Sommerspielen in Moskau gewann Kim wiederum den Wettbewerb am Boden (zusammen mit der Rumänin Nadia Comăneci) und den Mannschaftsmehrkampf.
Kim war auch fünffache Weltmeisterin. Sie gewann zwischen 1974 und 1979 insgesamt elf Medaillen bei Turn-Weltmeisterschaften.
Seit 1996 lebt Kim in den Vereinigten Staaten. 1999 wurde sie in die International Gymnastics Hall of Fame aufgenommen.

## Trivia
Die portugiesisch-kanadische Sängerin Nelly Kim Furtado (* 1978) wurde nach Nelli Kim benannt, da ihre Eltern von Kims Leistung bei den Olympischen Sommerspielen 1976 in Montreal tief beeindruckt waren.